# Камолов, Хасан Камолович
Хасан Камолович Камолов (узб. Ҳасан Камолович Камолов; 26 мая 1929, Чимкент, Казахская АССР — 15 ноября 1988, Сокулукский район, Киргизская ССР) — государственный и политический деятель Киргизии, первый секретарь Калининского райкома партии (ныне Жайылского района) Чуйской области Кыргызстана) с 1973 года, заместитель председателя Таласского облисполкома до 1985 года, депутат Верховного Совета Киргизской ССР 9 и 10-го созывов, Герой Социалистического Труда (1971).

## Биография
Хасан Камолов родился в 1929 году в городе Чимкент Казахской ССР в семье служащих, по национальности узбек. Государственный и политический деятель Киргизии, первый секретарь Калининского райкома партии (ныне Жайылского района) Чуйской области Кыргызстана) с 1973 года, заместитель председателя Таласского облисполкома до 1985 года, депутат Верховного Совета Киргизской ССР 9 и 10-го созывов, Герой Социалистического Труда (1971).
Впоследствии проживал в Кыргызстане, внёс большой вклад в развитие сельского хозяйства на севере Киргизии, как специалист со знанием и опытный руководитель, непосредственно участвовал в осуществлении крупных преобразований.
Хасан Камалов после окончания Московской ветеринарной Академии в 1955 году работал главным зоотехником колхоза им. Кирова Кировского района (ныне Кара-Бууринского района Таласской области.
В 1959 году был принят в ряды КПСС. В 1962 году стал секретарём партийной организации колхоза, за время работы на этой должности сделал многое по укреплению трудовой дисциплины, организации соревнования, налаживанию идейно-воспитательной работы среди трудящихся.
Он обладал организаторской способностью, поэтому в 1964 году его назначили председателем правления колхоза «Победа» Ленинпольского (ныне Бакай-Атинского района Таласской области. За время руководства Х. Камалова, данный колхоз добился больших успехов по всем показателям и отраслям сельхозпроизводства, и превратился в одно из крупных хозяйств республики.
С 1973 года Х. Камалов работает первым секретарём Калининского района (ныне Жайылского района Чуйской области) райкома Компартии Киргизии. Он был членом Центрального Комитета КП Киргизии, депутатом Верховного Совета Киргизской ССР девятого и десятого созывов. Был делегатом XXIV съезда КПСС, ряда партийных конференций. До 1985 года работал заместителем председателя Таласского облисполкома. С 1985 года был назначен председателем колхоза «Коммунизмга жол» («Путь в Коммунизм») Сокулукского района Чуйской области, который из отсталого хозяйства он вывел в передовые хозяйства и был преобразован в агрофирму.
По инициативе Х. Камалова был образован город Кара-Балта.
Наличие огромного промышленного потенциала требовало для посёлка Кара-Балта (административный центр Калининского района (ныне Жайылского района Чуйской области) статуса города. В 1974 году первый секретарь райкома партии Хасан Камалович Камалов и председатель исполкома райсовета Мухамед Тургунович Ибрагимов обратились с аргументированным письмом к республиканским властям. Турдакун Усубалиев поддержал инициативу, и 9 сентября 1975 года Верховный Совет Киргизской ССР издал указ об образовании города Кара-Балта.
За самоотверженный труд по развитию сельскохозяйственного производства Хасан Камалов в 1971 году был удостоен высокого звания Героя Социалистического Труда. Был награждён орденом Ленина, орденом «Знак Почёта», многими медалями и почётными грамотами.

## Награды и признание
- Герой Социалистического Труда (1971).
- Орден Ленина
- Орден «Знак Почёта»
- Многочисленные медали
- Многочисленные почётные грамоты

## Написанные книги
- Камалов Х. К. «Социалистическое соревнование и пятилетка колхоза», Фрунзе: Кыргызстан, 1972. — 45 с.: ил. 20 см.[2]